# Katarzyna Bieroń
Katarzyna Bieroń (ur. 1982 w Krakowie) – psycholog, instruktorka harcerska, Naczelniczka Harcerek Związku Harcerstwa Rzeczypospolitej od 21 kwietnia 2012 roku do 1 kwietnia 2016 roku.

## Życiorys
Była drużynowa 15 Podgórskiej Drużyny Harcerek Groteska, Szczepowa Szczepu Zielona Gromada, hufcowa Hufca Harcerek Kraków-Podgórze, wicekomendantka Małopolskiej Chorągwi Harcerek ZHR, Komendantka Małopolskiej Szkoły Instruktorek SILOE. Była najmłodszą Naczelniczką Harcerek w historii ZHR. Obecnie jest członkinią Rady Naczelnej ZHR i przewodniczącą Komisji Harcmistrzyń.
Absolwentka psychologii i pedagogiki Uniwersytetu Jagiellońskiego. Pracuje jako psycholog w zespole szkół społecznych STO w Krakowie. Jest przewodnikiem beskidzkim zrzeszonym w Studenckim Kole Przewodników Górskich w Krakowie.

## Odznaczenia
- Brązowy Krzyż Zasługi (2023)[2]